# Saint-Roman-de-Malegarde
Saint-Roman-de-Malegarde ist eine südfranzösische Gemeinde mit 339 Einwohnern (Stand 1. Januar 2022) im Département Vaucluse in der Region Provence-Alpes-Côte d’Azur. Sie gehört zum Kanton Vaison-la-Romaine im Arrondissement Carpentras. Die Bewohner nennen sich die Saint-Romanais oder Saint-Romanaises. Das Patronatsfest (fête votive) der Église Saint-Romain und des Ortes wird jeweils am ersten Wochenende im August gefeiert, denn der Gedenktag des Heiligen Romanus von Girona ist der 1. August.

## Geografie
Saint-Roman-de-Malegarde liegt im Norden des Départements, 20 Kilometer von Bollène, 14 Kilometer von Vaison-la-Romaine und 20 Kilometer von Orange entfernt. Die angrenzenden Gemeinden sind Tulette im Nordwesten, Buisson im Nordosten, Rasteau im Südosten, Cairanne im Süden und Sainte-Cécile-les-Vignes im Westen.

## Bevölkerungsentwicklung
| Jahr      | 1962 | 1968 | 1975 | 1982 | 1990 | 1999 | 2008 | 2011 | 2013 |
| --------- | ---- | ---- | ---- | ---- | ---- | ---- | ---- | ---- | ---- |
| Einwohner | 237  | 237  | 244  | 242  | 253  | 255  | 305  | 250  | 334  |